# Connarus conchocarpus
Connarus conchocarpus är en tvåhjärtbladig växtart. Connarus conchocarpus ingår i släktet Connarus och familjen Connaraceae.

## Underarter
Arten delas in i följande underarter:
- C. c. conchocarpus
- C. c. schumannianus